# Leon Charewicz
Leon Charewicz (ur. 24 lutego 1951 w Michalach w Białoruskiej SRR) – polski aktor teatralny i filmowy.

## Życiorys
Urodził się w małej, nieistniejącej już miejscowości Michale na Białorusi. W 1957 roku razem z matką repatriował się do Polski. Ukończył studia na Wydziale Aktorskim Państwowej Wyższej Szkoły Filmowej, Telewizyjnej i Teatralnej w Łodzi (1974). Debiutował w teatrze 12 listopada 1974. Występował na scenach Teatru Nowego w Łodzi (1974–1979), Teatru Polskiego w Warszawie (1979–1994), Teatru Dramatycznego w Warszawie (1994–1997), od 1997 jest aktorem Teatru Współczesnego w Warszawie.

## Filmografia
- 1977: Drugi pokój (etiuda szkolna)
- 1978: Wesela nie będzie jako Józek, kolega Wojtka ze wsi
- 1981: Krótki dzień pracy jako robotnik pod budynkiem KW
- 1981: Hamadria
- 1982: Słona róża jako żołnierz amerykański
- 1983: Tajemnica starego ogrodu jako porucznik Jaksa
- 1985: Tate jako Ambrosionek, kradnący drzewo w lesie
- 1985: Okruchy wojny jako Kryniak
- 1987: Kingsajz jako Gil, krasnal Kilkujadka
- 1987: Bez grzechu jako Zastawny, lokator w mieszkaniu Jezierskich
- 1988: Nowy Jork, czwarta rano jako strażak
- 1989: Kanclerz jako karczmarz (odc. 5)
- 1989: Jeniec Europy jako lokaj
- 1990: Dziewczyna z Mazur jako redaktor naczelny „Sygnałów”, przyjaciel Grycza
- 1992: Zwolnieni z życia jako „Kumpel”, SB-ek, podwładny kapitana
- 1994: Polska śmierć jako Stefan Zych
- 1995: Sukces jako dyrektor z URM-u zajmujący się importem alkoholu (odc. 4)
- 1995, 1998: Matki, żony i kochanki jako Cezary Sieja
- 1996: Słodko gorzki jako inspektor
- 1996: Odwiedź mnie we śnie jako właściciel baru w niebie
- 1997: Taekwondo jako właściciel mieszkania
- 1997: Kroniki domowe jako kontroler
- 1997: Czas zdrady jako Matteo
- 1997–2005: Klan jako przedstawiciel firmy „Pollen”, klienta Agencji Reklamowej „JBD”
- 1998–1999: Romantyczne podróże do Polski
- 1999: Złotopolscy jako Gustaw „Smakosz”
- 1999: Rodzina zastępcza jako Kowalski (odc. 16)
- 1999: Policjanci jako Starz, ojciec zabitej Oli (odc. 3)
- 1999: Operacja „Koza” jako docent Szeski
- 1999: Na dobre i na złe jako Grzegorz Listkiewicz, ojciec Doroty (odc. 10)
- 2000: Strefa ciszy jako komisarz
- 2000–2001: Przeprowadzki jako Ignacy Żychniewicz, ojciec Róży
- 2001: Marszałek Piłsudski jako ksiądz Stanisław Adamski, przewodniczący delegacji Poznania u Piłsudskiego (odc. 5)
- 2001–2002: M jak miłość jako psychiatra Madejski/Maciąg, lekarz Gałązkowej
- 2001: Graczykowie
- 2001–2002: Graczykowie, czyli Buła i spóła jako Leon, współlokator „Buły”
- 2004: Na Wspólnej jako Patryk Michalski
- 2004: Sublokatorzy jako mężczyzna z Komisji Kontroli Biur Poselskich (odc. 2)
- 2004: Stacyjka jako Ziemowit Szulc, mąż Andy, burmistrz Rogoży
- 2004: Pensjonat pod Różą jako Edward Kuźmiuk, ojciec Rafała (odc. 26)
- 2004: Fala zbrodni jako negocjator Paweł Iwański (odc. 15)
- 2005–2006: Plebania jako Ryszard Wiśniak, syn Leona
- 2005: Okazja jako dzielnicowy (odc. 2 i 4)
- 2005: Oficer jako Jerzy Bogdanowicz, dyrektor oddziału Banku Polskiego w Aleksandrowie Mazowieckim
- 2005: Magda M. jako Molenda
- 2006: Oficerowie jako Jerzy Bogdanowicz, przyrodni brat Kalińskiego
- 2006: Na dobre i na złe jako pan Damian (odc. 270)
- 2006: Mrok jako notariusz, mąż Hani (odc. 8)
- 2006: Fałszerze – powrót Sfory jako uczestnik spotkania AA (odc. 8)
- 2006: Dylematu 5 jako Koliński, mąż Ewy, hodowca patyczaków
- 2006–2007: Dwie strony medalu jako Piotr Korytkowski, redaktor „Wiadomości”
- 2007: Świat według Kiepskich jako minister (odc. 263)
- 2007: Prawo miasta jako Wiktor
- 2007: Katyń jako major przesłuchujący Agnieszkę
- 2007: Hela w opałach jako Jerzy Musiał, psycholog dziecięcy (odc. 17)
- 2007: Ekipa jako minister zdrowia
- 2008: World War II Behind Closed Doors: Stalin, the Nazis and the West
- 2008: Teraz albo nigdy! jako Edmund Winiarski, ojciec Michała
- 2008: Kryminalni jako Sebastian Tulewicz, mąż Eweliny (odc. 98)
- 2008: Czas honoru jako M. Rogalski (odc. 2)
- 2009: Ojciec Mateusz jako Bogusław Mandaryński (odc. 29)
- 2009: Huśtawka jako ojciec Anny
- 2010: Usta usta jako taksówkarz (odc. 12)
- 2010: Apetyt na życie jako Zbigniew, ojciec Lidii
- 2011: Siła wyższa jako ojciec Jerzy
- 2011–2016: Ranczo jako farmaceuta Ryszard Polakowski
- 2012: Prawo Agaty jako Władysław, wuj Jacka (odc. 20)
- 2012: Hotel 52 jako Mikołaj Danisz, ojciec Łukasza
- 2014: Ojciec Mateusz jako Olgierd Rowecki (odc. 144)
- 2014: Lekarze jako Leszek Grabski, mąż Anety
- 2016: Pakt jako członek komisji (odc. 1)
- 2016: Komisarz Alex jako psychiatra Ludwik Berman (odc. 94)
- 2018: Wojenne dziewczyny jako Krajewski (odc. 16)
- 2022: Zołza

Źródło: Filmpolski.pl.

## Dubbing
- Harry Potter i Komnata Tajemnic (2002), jako Artur Weasley
- Harry Potter i więzień Azkabanu (2004), jako Artur Weasley
- Harry Potter i Czara Ognia (2005), jako Artur Weasley
- Harry Potter i Czara Ognia (gra) (2005), jako Artur Weasley
- Jan Paweł II: Nie lękajcie się (2006), jako ojciec
- Harry Potter i Zakon Feniksa (2007), jako Artur Weasley
- Harry Potter i Zakon Feniksa (gra) (2007), jako Artur Weasley
- Opowieści z Narnii: Książę Kaspian (2008), jako baron Podlizar
- Dzieci Ireny Sendlerowej (2009), jako rabin #2
- Harry Potter i Książę Półkrwi (2009), jako Artur Weasley
- Harry Potter i Insygnia Śmierci (2010), jako Artur Weasley
- Dziewczyny Cheetah 2 (2010)
- Auta 2 (2011), jako Otis
- Avengers (2012), jako Erik Selvig
- Leonardo (2012), jako Andrea del Verrocchio
- Hobbit: Niezwykła podróż (2012), jako Glóin
- Szpiedzy w Warszawie (2013), jako Edvard Uhl
- Iron Man 3 (2013), jako prezydent Ellis
- Jeździec znikąd (2013), jako Latham Cole
- Thor: Mroczny świat (2013), jako Erik Selvig
- Hobbit: Pustkowie Smauga (2013), jako Glóin
- Hobbit: Bitwa Pięciu Armii (2014), jako Glóin
- Kopciuszek (2015), jako arcyksiążę
- Avengers: Czas Ultrona (2015), jako Erik Selvig
- Twój Vincent (2017), jako żandarm Rigaumon[1]

## Odznaczenia, nagrody i wyróżnienia
- Srebrny Krzyż Zasługi (1989)[1]
- Nagroda główna na VI Festiwalu Dramaturgii Współczesnej „Rzeczywistość przedstawiona” w Zabrzu za rolę pułkownika w przedstawieniu Norymberga z Teatru Narodowego w Warszawie (2006)
- Wyróżnienie na XIV Opolskich Konfrontacjach Teatralnych w Opolu za rolę Pana Młodego w Weselu Stanisława Wyspiańskiego w Teatrze im. Stefana Jaracza w Łodzi (1988)[1]